# Dyskografia Z.B.U.K.U
Dyskografia polskiego rapera i autora tekstów. Z.B.U.K.U składa się z albumów solowych, singlii, itd. Jego albumy rozeszły się w ponad 75 tys. egzemplarzy w Polsce. Współpracował m.in. z takimi wykonawcami jak Chada, Bezczel, Donatan, Hukos, Cira, Kajman, Rover, Popek, B.R.O czy Bonson.

## Albumy solowe
| Rok  | Album                                                                                             | Pozycja na liście | Sprzedaż       | Certyfikat ZPAV   |
| Rok  | Album                                                                                             | POL               | Sprzedaż       | Certyfikat ZPAV   |
| ---- | ------------------------------------------------------------------------------------------------- | ----------------- | -------------- | ----------------- |
| 2013 | Że życie ma sens - Data: 16 października 2013 - Wydawca: Step Records                             | 18                | - POL: 15 000+ | - złota płyta     |
| 2014 | Życie szalonym życiem - Data: 6 grudnia 2014 - Wydawca: Step Records                              | 8                 | - POL: 30 000+ | - platynowa płyta |
| 2015 | Kontrabanda: brat bratu bratem oraz Chada, Bezczel - Data: 5 czerwca 2015 - Wydawca: Step Records | 3                 | - POL: 15 000+ | - złota płyta     |
| 2016 | W drodze po nieśmiertelność - Data: 2 grudnia 2016 - Wydawca: Step Records                        | 30                | - POL: 15 000+ | - złota płyta     |
| 2018 | Konsekwentnie - Data: 26 października 2018 - Wydawca: Step Records                                | 11                |                |                   |
| 2020 | Wiem co jest 5 - Data: 22 maja 2020 - Wydawca: Step Records                                       | 2                 |                |                   |
| 2021 | Człowiek - Data: 28 maja 2021 - Wydawca: Step Records                                             | 8                 |                |                   |
| 2022 | Young Blood, Old Rules - Data: 9 grudnia 2022 - Wydawca: Step Records                             | 21                |                |                   |
| 2024 | Goddamnit - Data: 19 lipca 2024 - Wydawca: Step Records                                           | 4                 |                |                   |

## Single
| Rok                        | Tytuł                                                                 | Pozycja na liście | Certyfikat ZPAV      | Album                       |
| Rok                        | Tytuł                                                                 | POL Dance         | Certyfikat ZPAV      | Album                       |
| -------------------------- | --------------------------------------------------------------------- | ----------------- | -------------------- | --------------------------- |
| 2013                       | „Torreador bitów”                                                     | 41                |                      | Że życie ma sens            |
| 2014                       | „Oddech” (oraz Bezczel)                                               | –                 |                      |                             |
| 2014                       | „Na lepsze”                                                           | –                 |                      | Życie szalonym życiem       |
| 2014                       | „Młoda krew” (gościnnie: Śliwa i Sztoss)                              | –                 |                      | Życie szalonym życiem       |
| 2016                       | „Łap marzenia”                                                        | –                 | - 4× platynowa płyta | Rap najlepszej marki vol. 2 |
| 2018                       | „Ostatni drink”                                                       | –                 | - złota płyta        | Konsekwentnie               |
| 2020                       | „To dla tych ludzi”                                                   | –                 |                      | Wiem co jest 5              |
| Gościnne                   |                                                                       |                   |                      |                             |
| 2014                       | „Jeszcze więcej ognia” – Chada (gościnnie: Bezczel, Z.B.U.K.U i Diox) | –                 |                      | Syn Bogdana                 |
| 2016                       | „Oddalam się” – Polska Wersja (gościnnie: Z.B.U.K.U i Bezczel)        | –                 | - platynowa płyta    | Notabene                    |
| „–” album nie był notowany |                                                                       |                   |                      |                             |

## Inne
| Rok  | Utwór | Album                                          | Źródło |
| ---- | --- | ---------------------------------------------- | ------ |
| 2012 | „Tego nie da się naprawić” (gościnnie: Hades, Z.B.U.K.U) | Jeden z Was – Chada                            | [ 29 ] |
| 2012 | „Zew” (gościnnie: B.R.O, Z.B.U.K.U, Sitek) | Równonoc. Słowiańska dusza – Donatan           | [ 30 ] |
| 2013 | „Widzę, spływam” (gościnnie: Zeus, Z.B.U.K.U) | Głodni z natury – Hukos, Cira                  | [ 31 ] |
| 2014 | „Jeszcze więcej ognia” (gościnnie: Z.B.U.K.U, Diox, Bezczel) „Jeszcze więcej ognia” (Bob Air Remix; gościnnie: Z.B.U.K.U, Diox, Bezczel) | Syn Bogdana – Chada                            | [ 32 ] |
| 2014 | „Most Wanted” (gościnnie: Bezczel, Cira, Hukos, Jopel, Z.B.U.K.U) | Kodex 5 Elements – WhiteHouse                  | [ 33 ] |
| 2014 | „Efekt porozumienia” (gościnnie: Kaen, Z.B.U.K.U) „Mój własny porządek” (gościnnie: Z.B.U.K.U) „Manewry miłosne” (gościnnie: Z.B.U.K.U, Bezczel) „Pierwsza linia frontu” (gościnnie: Z.B.U.K.U, Diox) | Efekt porozumienia – Chada, RX                 | [ 34 ] |
| 2014 | „Rap najlepszej marki” – Hukos/Cira, Onar, Sulin, Kajman, Młody M, Jopel & Komar, Z.B.U.K.U, Chada, Pih, Pawbeats „Do końca” – Z.B.U.K.U „Czuję to (Zbylu Remix)” – Z.B.U.K.U „Proforma 2 (Remix)” – Bezczel (gościnnie: Hukos, Onar, Z.B.U.K.U, Bosski Roman, Młody M, Buczer, Kobra, Zeus, Kajman, KaeN, ZdunO) „Jest nas 2 (Remix)” – Chada (gościnnie: Pezet, Z.B.U.K.U) | Rap najlepszej marki (kompilacja)              | [ 35 ] |
| 2014 | „Buduję dla nas dom” (gościnnie: Z.B.U.K.U, Rafał Makarejczuk) | Miasto grzechu – Paciwo & Rockets Beats        | [ 36 ] |
| 2014 | „Czy czujesz się infiltrowany” (gościnnie: KonkretZs, Bosski Roman, Z.B.U.K.U) | W cenie sztuki – Tony Jazzu                    | [ 37 ] |
| 2014 | „Fresh Island 2014” – Tony Jazzu, TKZetor, Sage (gościnnie: Bezczel, Ceha, Z.B.U.K.U) | The Truekings Label: Premiera (kompilacja)     | [ 38 ] |
| 2016 | „Superbohater” – Z.B.U.K.U, Kajman „Oddech” – Bezczel, Z.B.U.K.U „Łap marzenia” – Z.B.U.K.U „Rap najlepszej marki 2” – Bezczel, Chada, Z.B.U.K.U, Kajman | Rap najlepszej marki vol. 2 (kompilacja)       | [ 39 ] |
| 2017 | „Satysfakcji światło” – Bosski Roman, Z.B.U.K.U | Drużyna mistrzów 4: Moc motywacji (kompilacja) | [ 40 ] |
| 2023 | „DS2” (gościnnie: O.S.T.R., Z.B.U.K.U) | Vademecum – Mor W.A.                           | [ 41 ] |